# Dinosaur Park
Le Dinosaur Park est un parc de sculptures à Rapid City, dans le Dakota du Sud, aux États-Unis. Inauguré en 1936, il comprend sept statues de dinosaures dessinées par Emmet Sullivan et construites par la Work Projects Administration. Il est inscrit au Registre national des lieux historiques depuis le 21 juin 1990.